# Kérészgombafélék
A csiperkefélék (Bolbitiaceae) a kalaposgombák (Agaricales) rendjének egyik családja. 2021-ben a családba 20 nemzetséget és 435 fajt soroltak.  

## Jellemzői
A kérészgombák termőteste jellemzően viszonylag kicsiny, törékeny és rövid élettartamú. Alakjuk döntően a hagyományos kalaposgomba formát követi, bár néhány pöfetegszerű alak is található közöttük. A kalap többnyire barna vagy sárgás színű és higrofán, vagyis szárazon kifakul. Néhány faj esetében a lemezeket kezdetben vélum védheti. A barnás-vöröses lemezek tönkhöz nőttek vagy kissé lefutók, esetleg majdnem szabadon állók. A hifákon a legtöbb esetben csat fejlődik. Spóraporuk rozsdabarna vagy dohánybarna, a spórák simák, csak nagyon ritkán díszített felszínűek. 

## Elterjedése és életmódja
Az egész világon, a legtöbb klimatikus zónában megtalálhatók. A legtöbb faj a talajon nő és szaprotróf, vagyis növényi törmeléken vagy trágyán él. Jellemzően a térek, füves területek gombái. Néhány közülük hallucinogén anyagot tartalmaz vagy mérgező. 

## Osztályozása

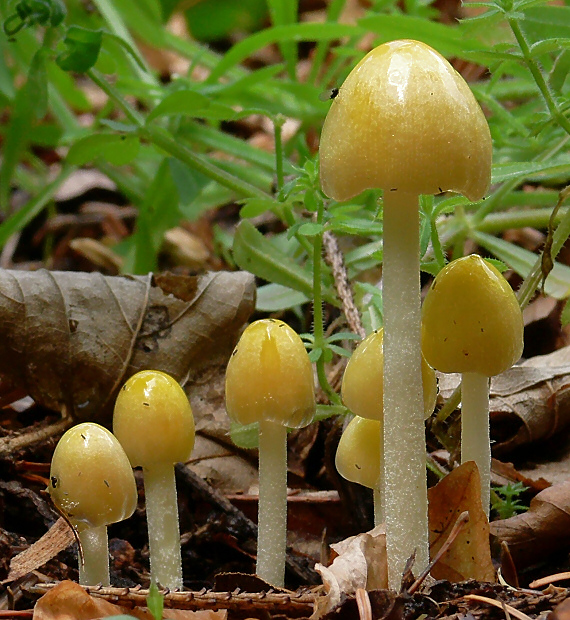
Sárga kérészgomba

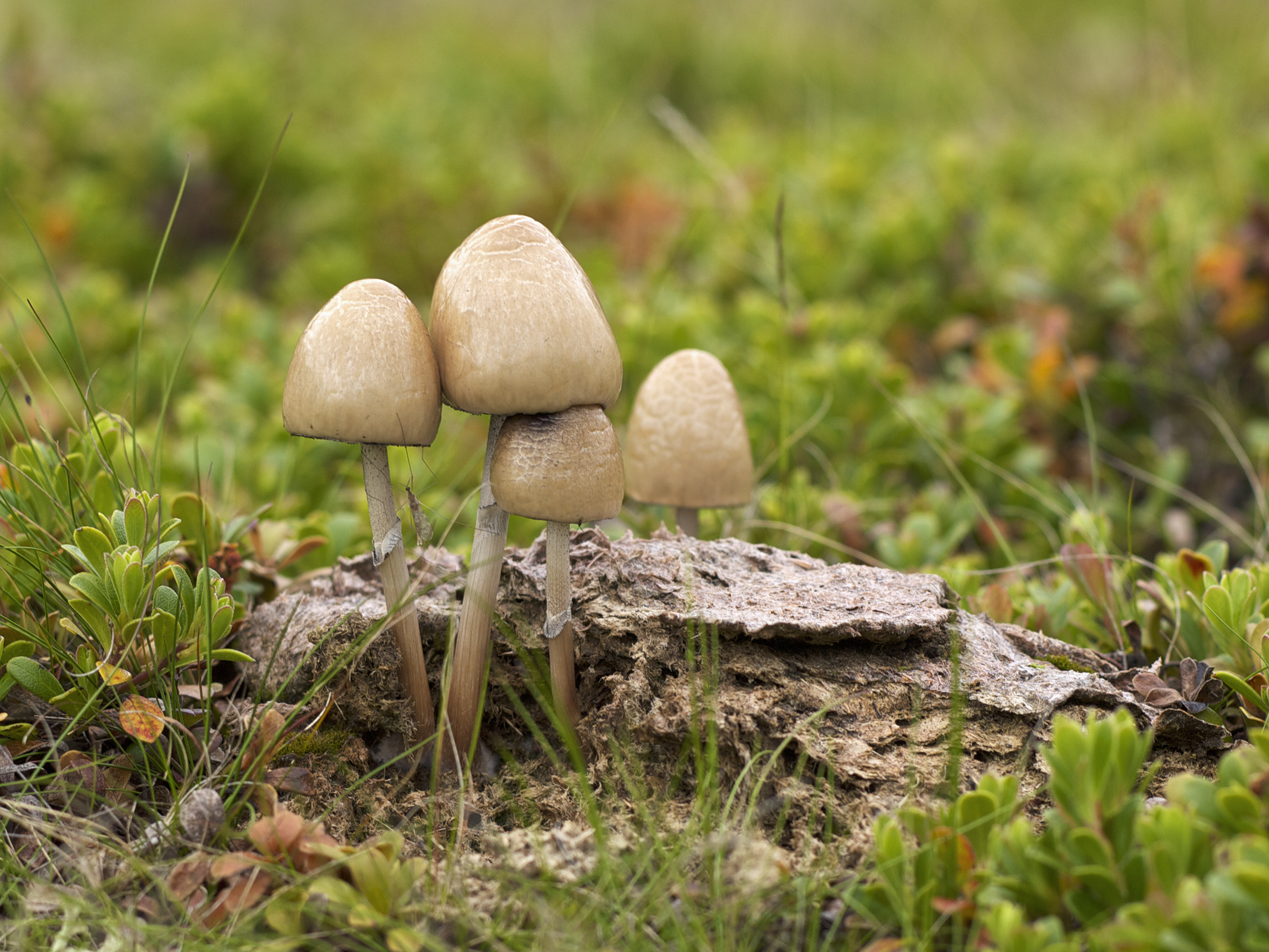
Gyűrűs trágyagomba

A családba 20 nemzetség tartozik, ám közülük 8 csak egy, néhány másik pedig 2-3 fajt tartalmaz. Legnagyobb a Conocybe nemzetség 268 fajjal. Sokáig az Agrocybe genust is ide sorolták, de a genetikai vizsgálatok alapján áttették a harmatgombafélékhez.
- Agrogaster
- Bolbitius
- Conocybe
- Cyttarophyllopsis
- Descolea
- Galerella
- Galeropsis
- Gastrocybe
- Gymnoglossum
- Pholiotella
- Pholiotina
- Pluteolus
- Ptychella
- Rhodoarrhenia
- Setchelliogaster
- Timgrovea
- Tubariella
- Tubariopsis
- Tympanella
- Wielandomyces

## Fordítás
- Ez a szócikk részben vagy egészben  a   Mistpilzverwandte című német Wikipédia-szócikk ezen változatának fordításán alapul.  Az eredeti cikk szerkesztőit annak laptörténete sorolja fel. Ez a jelzés csupán a megfogalmazás eredetét és a szerzői jogokat jelzi, nem szolgál a cikkben szereplő információk forrásmegjelöléseként.